# David XII av Kartli-Kakheti
David XII av Kartli-Kakheti, död 1819, var en georgisk monark. Han var kung i kungariket Kartli-Kakheti mellan 1800 och 1801.